# Sergej Karasëv (arbitro)
Sergej Gennad'evič Karasëv (in russo Сергей Геннадьевич Карасёв?, traslitterazione anglosassone: Sergei Karasev; Mosca, 12 giugno 1979) è un arbitro di calcio russo.

## Carriera
Avvocato di professione, è diventato arbitro nel 1995. Dopo il consueto cammino nelle serie minori, nell'aprile del 2008 raggiunge la Prem'er-Liga, dove, all'agosto 2021, ha diretto oltre 200 partite. È nominato internazionale due anni dopo, il 1º gennaio del 2010. Nel settembre 2011 fa il suo esordio in una gara tra nazionali maggiori, dirigendo nell'occasione Lussemburgo-Romania (partita valida per le qualificazioni ad Euro2012). Poco dopo (ottobre 2011) fa il suo esordio anche nella fase a gironi dell'Europa League. Nel 2012, dopo aver diretto una gara di qualificazione ai mondiali del 2014, l'UEFA lo fa debuttare in Champions League, designandolo per un match della seconda giornata, tra i tedeschi dello Schalke 04 e i francesi del Montpellier. Nel 2015 è selezionato dall'UEFA in vista del Campionato europeo di calcio Under-21 2015, dove dirige due gare della fase a gironi e una semifinale. Il 15 dicembre 2015 viene ufficialmente selezionato per gli europei del 2016 in Francia e il 2 maggio 2016 arriva per lui anche la designazione per il Torneo Olimpico maschile di Rio de Janeiro 2016. Agli Europei del 2016 dirige due gare della fase a gironi: Parigi, 15 giugno 2016  Romania - Svizzera 1:1, Marsiglia, 18 giugno 2016   Islanda - Ungheria 1:1. Ai Giochi Olimpici di Rio De Janeiro dirige il 7 agosto, allo stadio " Amazonas " di Manaus la gara tra il Giappone e la Colombia, valida per la fase a gironi, terminata in parità 2:2. Nell'aprile 2017 viene resa nota dalla FIFA la sua convocazione al Mondiale Under 20, in programma tra maggio e giugno 2017 in Corea del Sud. Nel maggio 2017 viene designato, per la prima volta in carriera, per una semifinale di UEFA Europa League. Nell'occasione dirige la gara di andata della sfida tra Celta de Vigo e Manchester United. Il 29 marzo 2018 viene selezionato ufficialmente dalla FIFA per i mondiali di Russia 2018. Qui dirige una sola gara della fase a gironi. Nel 2021 ha diretto tre gare di Euro 2020, la più prestigiosa l’ottavo di finale tra Olanda e Repubblica Ceca. Il 6 agosto 2021 viene designato per la Supercoppa UEFA tra Chelsea e Villarreal.. Il 4 ottobre viene designato per la  prima semifinale di Nations League tra Italia e Spagna, disputatasi allo Stadio San Siro, a Milano.